# Basse-Carniole

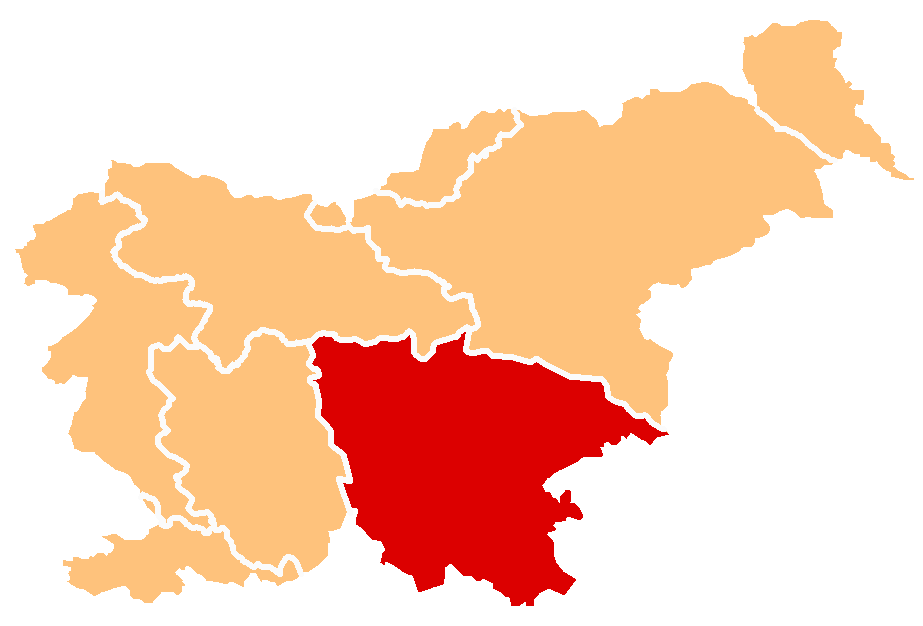
Basse-Carniole en Slovénie.

La Basse-Carniole (slovène : Dolenjska ; allemand : Unterkrain) est une région traditionnelle de la Slovénie. D'un point de vue historique, son nom tire son origine du territoire austro-hongrois de la Carniole. La région de la Carniole-Blanche est considérée comme partie intégrante de la Basse-Carniole. Le principal centre de la région est la localité de  Novo Mesto. Les autres localités sont Kočevje, Grosuplje, Krško, Trebnje, Črnomelj, Semič et Metlika.